# Жанна Віллепре-Пауер
Жанна Вільпре, у шлюбі Віллепре-Пауер (24 вересня 1794 — 25 січня 1871) — новаторська французька морська біолог, що в 1832 році першою створила акваріуми для експериментів з водними організмами. Англійський біолог Річард Оуен називав її «Матір'ю Акваріофілії».

## Біографія
Народилась у Джуйяку, Коррез, старша дитина шевця. У 18 років пішла до Парижа, щоб стати кравчинею (dressmaker), на відстань понад 400 кілометрів (250 миля). У 1816 році стала відомою, створивши весільну сукню принцеси Кароліни при шлюбі з Шарлем-Фердинаном де Бурбоном. У 1818 році познайомилася й одружилася з англійським купцем Джеймсом Пауером. Подружжя переїхало на Сицилію і оселилося в Мессіні, де прожило близько 25 років і де Жаннет Віллепре-Пауер проводила свої дослідження та вивчення морської біології.

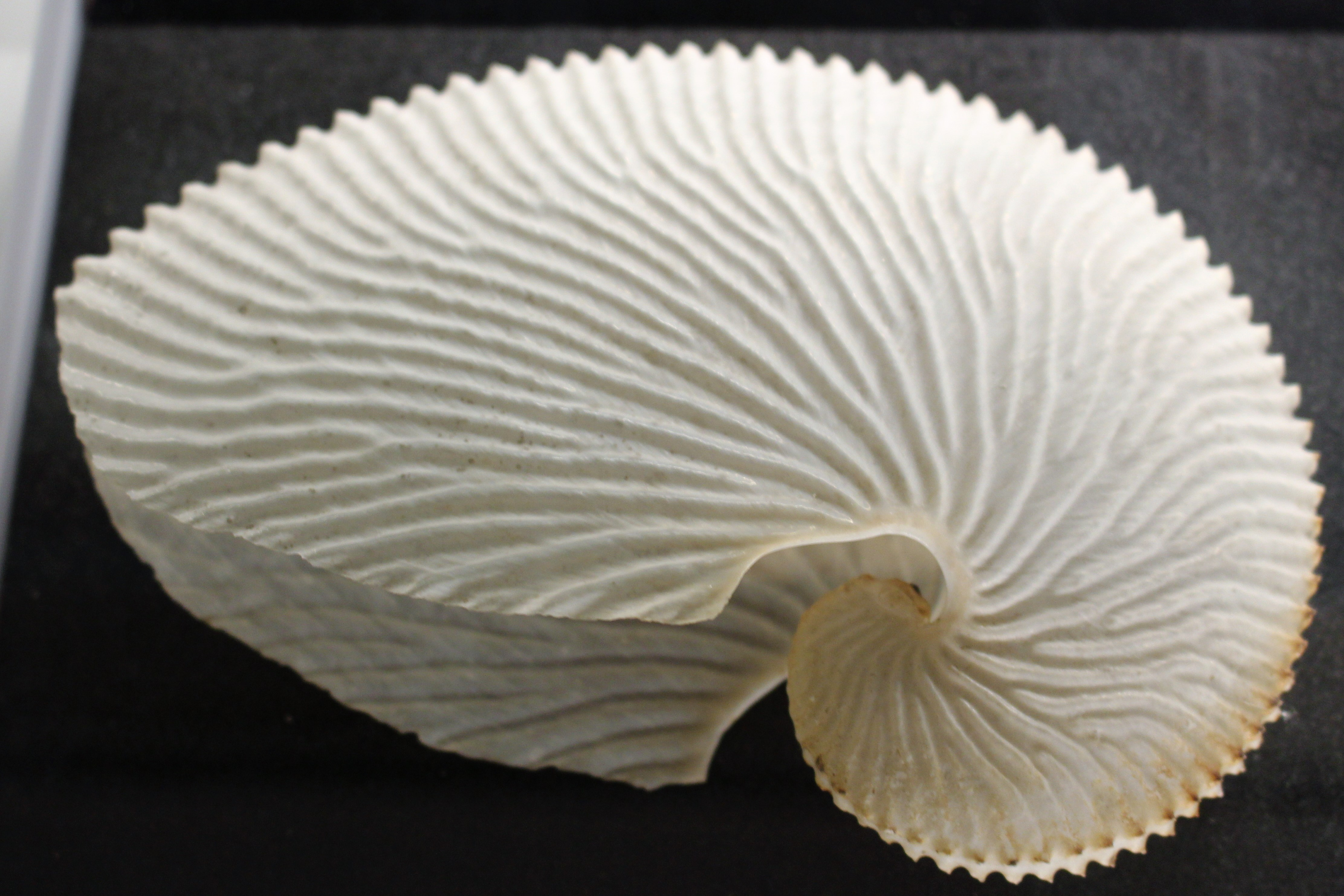
Паперовий наутилус (Argonauta argo)

На Сицилії вона почала вивчати природничу історію, зокрема, проводила фізичні спостереження й експерименти над морськими та наземними тваринами. Вона хотіла провести інвентаризацію екосистеми острова. У 1834 р. професор Carmelo Maravigna писав у «Giornale Letterario dell'Accademia Gioenia di Catania», що Віллепре-Пауер слід приписувати винахід акваріума та систематичне застосування його для вивчення морського життя. Вона створила три типи акваріумів: скляний акваріум для свого кабінету, занурений скляний у клітку, та клітку для більших молюсків, які стоять на якорі в морі. Її перша книга була опублікована в 1839 році з описом її експериментів під назвою Observations et expériences physiques sur plusieurs animaux marins et terrestres.

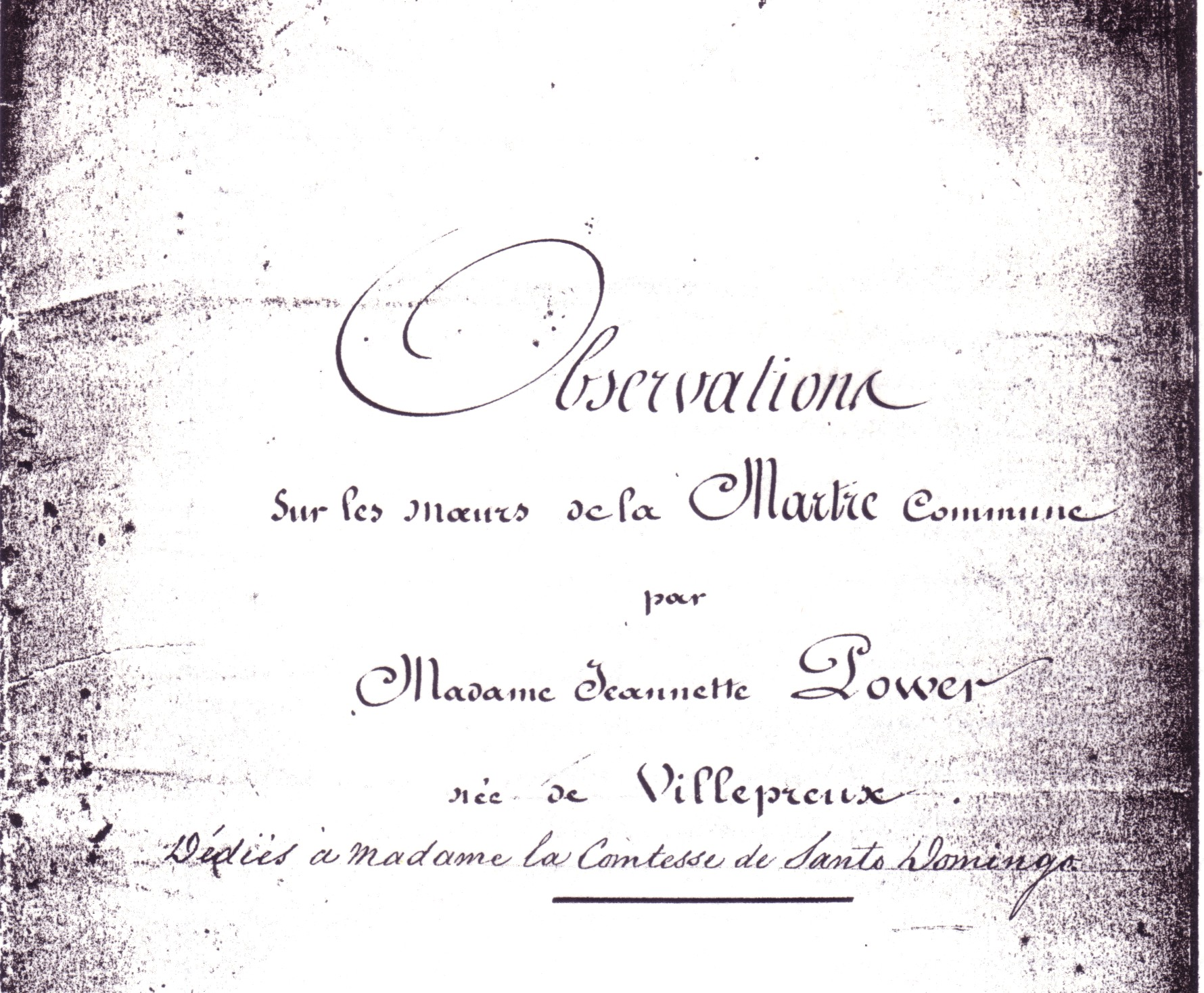
Спостереження та фізичні експерименти над кількома морськими та наземними тваринами, 1839 рік

Її друга книга «Guida per la Sicilia» була опублікована в 1842 р. Книга була перевидана Історичним товариством Мессіни. Віллепре-Пауер також вивчала молюсків та їх скам'янілості; зокрема, вона віддала перевагу Argonauta argo. У той час існувала невизначеність щодо того, чи виробляє вид аргонавтів власну оболонку, чи набуває оболонку від іншого організму (подібно до раків-відлюдників). Робота Віллепре-Пауер показала, що вони справді виробляють власні мушлі.
Віллепре-Пауер також займалась охороною природи, їй приписують розробку принципів стійкої аквакультури на Сицилії.
Вона була першою жінкою-членом Catania Accademia Gioenia, членом-кореспондентом Лондонського зоологічного товариства (London Zoological Society) та 16-ти інших наукових товариств.
Віллепре-Пауер та її чоловік покинули Сицилію в 1843 році, і багато її записів і наукових креслень загублено під час аварії корабля. Хоча вона не припиняла писати, подальших досліджень не проводила. Вони з чоловіком розподілили свій час між Парижем і Лондоном. Втекла з Парижа під час облоги прусської армії взимку 1870 року, повернувшись до Джульяка. Померла в січні 1871 року.
У 1997 році іменем «Віллепре-Пауер» названо кратер на Венері, відкритий зондом Магеллана.
Повідомляється, що дослідниця також тримала як домашніх тварин двох приручених кам'яних куниць.

## Популярна культура
Біографічна пісня про Жанну Віллепре представлена у «26 вчених, другий том: Ньютон — Зенон», альбомі каліфорнійської групи «Артишок» 2008 року.